# Mya Taylor
Mya Taylor (Houston (Texas), 28 maart 1991) is een Amerikaanse transgender actrice en zangeres.

## Biografie
Mya Taylor werd geboren als Jeremiah Jammes Bonner in 1991 in Houston, Texas. Ze brak door in 2015 in de indiefilm Tangerine waarbij ze werd genomineerd zowel voor de Independent Spirit Award voor beste vrouwelijk bijrol als voor de Gotham Independent Award for breakthrough Actor. De filmdistributeur Magnolia lanceerde een campagne om de twee transgender actrices Mya Taylor en Kitana Kiki Rodriguez genomineerd te krijgen voor de Oscar voor beste actrice 2016.

## Filmografie

### Films
- Tangerine (2015) – Alaxandra

### Televisie
- Made in Hollywood (2015, aflevering 10.37)
- Hollywood Wasteland: Part 1 (televisieserie, 2010)

## Prijzen en nominaties
De belangrijkste:
| Jaar | Prijs                    | Categorie                | Film      | Uitslag  |
| ---- | ------------------------ | ------------------------ | --------- | -------- |
| 2016 | Independent Spirit Award | Beste vrouwelijke bijrol | Tangerine | Gewonnen |
| 2015 | Gotham Independent Award | Breakthrough Actor       | Tangerine | Gewonnen |

- Gemeinsame Normdatei: 110496693X
- Library of Congress Control Number: no2016039886
- Virtual International Authority File: 7146095175000370442
- WorldCat: E39PBJB8pVw4DcCKrq9pWyMByd